# Gare de Flavy-le-Martel
La gare de Flavy-le-Martel est une gare ferroviaire française de la ligne d'Amiens à Laon, située sur le territoire de la commune de  Flavy-le-Martel, dans le département de l'Aisne en région Hauts-de-France.
C'est une halte voyageurs de la Société nationale des chemins de fer français (SNCF), desservie par des trains TER Hauts-de-France.

## Fréquentation
Selon les estimations de la SNCF, la fréquentation annuelle de la gare s'élève aux nombres indiqués dans le tableau ci-dessous.
| Année               | 2023   | 2022   | 2021   | 2020   | 2019   | 2018   | 2017   | 2016   | 2015   |
| ------------------- | ------ | ------ | ------ | ------ | ------ | ------ | ------ | ------ | ------ |
| Nombre de voyageurs | 14 799 | 15 008 | 14 048 | 13 303 | 13 988 | 11 848 | 12 315 | 12 559 | 14 706 |

## Situation ferroviaire
Établie à 69 m d'altitude, la gare de Flavy-le-Martel est située au point kilométrique (PK) 67,883 de la ligne d'Amiens à Laon, entre les gares ouvertes de Ham (Somme) et de Mennessis, dont elle est séparée par la halte fermée de Jussy.
Elle dépend de la région ferroviaire d'Amiens. Elle dispose de deux voies principales (V1 et V2) et deux quais d'une « longueur continue maximale » (longueur utile) : de 147 m pour le quai 1 et 150 m pour le quai 2.

## Service des voyageurs

### Accueil
Halte SNCF, c'est un point d'arrêt non géré (PANG) à entrée libre. 

### Desserte
Flavy-le-Martel est desservie par des trains régionaux TER Hauts-de-France qui effectuent des missions entre les gares : d'Amiens et de Tergnier ou de Laon. En 2009, la fréquentation de la gare était de 66 voyageurs par jour.

### Intermodalité
Le parking des véhicules est possible à proximité de l'ancien bâtiment voyageurs.